# زي ما أنا
ألبوم أنتج في 20 إبريل عام 2015 وهو ثاني ألبوم للمغنية الإماراتية ذات الأصل اليمني بلقيس أحمد فتحي.
يحتوي على 14 أغنية، لكنها ليست خليجية بكاملها، فهناك أغنية لبنانية وأغنيتين باللهجة العراقية، أما الأغاني الخليجية فهي منوعة في الألوان والإيقاعات ك«الخبيتي والبندي والرومبا وغيرها»، والتنوع في هذا الألبوم أكثر من تنوع ألبومها السابق «مجنون»، وبالنسبة للملحنين والشعراء فقد تعاونت مع الذين نجحت معهم في ألبومها السابق، عبد الله السالم نجحت معه في أغنية «مجنون» وعادت للتعاون معه في أغنية «زي ما أنا»، أيضاً كررت التعاون مع فايز السعيد في أغنيتين ولونين مختلفين، وقدم لها لوناً ذا طابع تراثي –حجازي- ، وهناك تعاون في أغنية من إنتاج سعودي مع الأمير فهد بن خالد بن مشاري وألحان يحيى الكعكي، وكذلك تعاونت مع محمد بودلة وفي الأغاني العراقية مع علي صابر، ومع هادي شرارة.

## قائمة الأغاني
| الأغنية                    | كلمات                               | الحان           |
| -------------------------- | ----------------------------------- | --------------- |
| زي ما أنا                  | عبد الله السالم                     | عبد الله السالم |
| مبروك                      | تركي الشريف                         | فايز السعيد     |
| أمت مت (باللهجة العراقية)  | فراس الحبيب                         | علي صابر        |
| ما دريت                    | فهد التوم                           | الأنين          |
| التاج                      | وشم                                 | فايز السعيد     |
| تتربى في عزك               | صالح المناعي                        | محمد بودله      |
| انتا (باللهجة اللبنانية)   | أحمد ماضي                           | عادل العراقي    |
| غرام                       | يم                                  | عبد الله المسلم |
| ليه صار حبك                | صالح المناعي                        | محمد بودله      |
| يوي يوي (باللهجة العراقية) | فراس الحبيب                         | علي صابر        |
| الرجولة                    | خالد الشاعر                         | عبد الله السالم |
| ياخي                       | الامير فهد بن خالد بن مشاري ال سعود | يحيى الكعكي     |
| أمبيه                      | غيث محمد                            | غيث محمد        |
| دي جي                      | تركي الشريف                         | فايز السعيد     |

## فيديو كليب دي جي
أغنية «دي جي» إحدى أنجح أغاني الألبوم بتحقيقها أرقام قياسية تجاوزت الخمس ملايين نسبة استماع ولذلك تقرر تصويرها فيديو كليب. إلى أن كليب أثار الوسط الرياضي السعودي بسبب ظهور شعار ناديي الهلال والنصر. لثير سخط جماهير نادي الهلال السعودي بأن الكليب أظهر الفريق بأنه فريق فتيات. صرحت بلقيس بجريدة الرياض قائلةً: 
| زي ما أنا | مسألة ظهور قميص الهلال على البنات في الفيديو كليب، فقد قصدنا بها أن كافة شرائح المجتمع تشجع هذا النادي من نساء وأطفال ورجال. وعلى أي حال لا أعتقد أن هناك إساءة مقصودة وأنا أحب النصر والهلال، وما صور لا يعد إلا رسالة لنبذ التعصب الرياضي وجمع الهلاليين والنصراويين على المحبة في حسابي بتويتر وهذا ما أردت والحمد لله وصلت إليه. | زي ما أنا |

ومع ذلك حقق الفيديو كليب ناجح كبير بنسبة مشاهدة قُدرت بـ5 مليون مشاهدة على موقع يوتيوب.

## وصلات خارجية
- بلقيس - دي جي فيديو كليب
- الألبوم في أي تيونز